# Heimgang
Heimgang (njemački: "Odlazak kući") je četvrti studijski album norveškog black metal-sastava Kampfar. Album je 26. rujna 2008. godine objavila diskografska kuća Napalm Records.

## Popis pjesama
| 1.    | »Vantro« (instrumental) | 3:06 |
| 2.    | »Inferno«               | 3:31 |
| 3.    | »Dødens vee«            | 4:24 |
| 4.    | »Skogens dyp«           | 5:20 |
| 5.    | »Antvort«               | 6:10 |
| 6.    | »Vansinn«               | 5:36 |
| 7.    | »Mareham«               | 5:08 |
| 8.    | »Feigdarvarsel«         | 5:15 |
| 9.    | »Vettekult«             | 4:49 |
| 10.   | »Vandring«              | 3:46 |
| 47:05 |                         |      |

## Zasluge
Kampfar
- II13 – bubnjevi, prateći vokali
- Dolk – vokali
- Thomas – gitara, klavijature
- Jon Bakker – bas-gitara

Ostalo osoblje
- Jon Lundin – naslovnica, fotografija
- Rune Jørgensen – produkcija, inženjer zvuka, miksanje
- Trine Sirnes Thorne – fotografija sastava
- Morten Lund – mastering